# Parafia św. Mikołaja w Baćkowicach
Parafia św. Mikołaja – parafia rzymskokatolicka w Baćkowicach jest częścią dekanatu świętokrzyskiego w diecezji sandomierskiej należącej do metropolii lubelskiej. Do roku 1818 należała do diecezji krakowskiej i leżała w archidiakonacie opatowskim.
Zdaniem księdza Bolesława Kumora parafia w Baćkowicach powstała przed rokiem 1470. Następna wzmianka o Baczkowyczach pochodzi z roku 1529 z „Księgi uposażeń diecezji krakowskiej z roku 1529”.
Z kronik wynika, że parafia Baćkowice powstała z części parafii Łagowskiej, którymi zarządzał jeden pleban mający swoją siedzibę w Baćkowicach, inne zapisy wskazują, że w Baćkowicach znajdował się kościół filialny z Łagowa.

## Zasięg parafii
Parafia w całości leży na terenie gminy Baćkowice. Do parafii należą wierni z miejscowości: Baćkowice, Baranówek (1,5 km), Janczyce (5 km), Nieskurzów Nowy (3 km), Nieskurzów Stary (2 km), Olszownica (2 km) i Żerniki (3 km). Dawniej należał jeszcze Wszachów (obecnie parafia w Piórkowie).

## Sąsiednie parafie
Parafia Baćkowice graniczy z następującymi: par. Nagorzyce (dek. szewneński), par. Biskupice (dek. opatowski), par. Modliborzyce (dek. opatowski), par. Iwaniska (dek. opatowski) oraz par. Piórków (dek. świętokrzyski).

## Duszpasterze

### Proboszczowie i Administratorzy pracujący w parafii[2][3]
| * ks. Grzegorz Czabanowski (ok. 1810) - ks. Kazimierz Kolasiński (ok. 1826) - ks. Łukasz Krzemiński (ok. 1833) - ks. Feliks Paczkowski (ok. 1847) - ks. Wojciech Zakrzewski (ok. 1854) - ks. Antoni Nagórski (ok. 1860) - ks. Marcin Momentowicz (ok. 1864) - ks. Józef Pawlicki (ok. 1866) - ks. Marceli Krzemiński (ok. 1866-1868) - ks. Antoni Lewandowski (ok. 1869) - ks. Gliceryn Chybowski (ok. 1873) - ks. Antoni Budziszowski (ok. 1879) - ks. Józef Chybowski (ok. 1880) - ks. Michał Karwasiński (ok. 1891) - ks. Antoni Kosakiewicz (ok. 1893) | - ks. Ludwik Olsiński (ok. 1901) - ks. Stanisław Hatłas (ok. 1902-1906) - ks. Władysław Fojcik (ok. 1906) - ks. Wincenty Wróbel (1917 lub 1920 -1925) - ks. Romuald Górski - kanonik (1925-1941) - ks. bp Piotr Gołębiowski (1941-1945) - ks. Michał Słabek (1945-1957) - ks. Stanisław Brzeski (1957-1961) - ks. Eugeniusz Buczkowski (1961-1972) - ks. Władysław Włodarski (1972-1976) - ks. Kazimierz Mral jako Administrator parafii (1977-1978) a następnie proboszcz (1978-1985) - ks. Jan Szczodry - kanonik (1985-2007) - ks. Roman Stępień - kanonik (2007-2012) - ks. Jerzy Kubik - kanonik (od 2012) |

### Wikariusze pracujący w parafii[2][3]
| - ks. Henryk Malczyk (ok. 1935) - ks. Jan Oktobrowicz - kanonik (okres II wojny światowej) - ks. Marian Tomasik - kanonik - ks. Jan Glibowski - ks. Andrzej Koseła - ks. Henryk Gąszcz (1966-1967) - ks. Józef Domański (1967-1968) - ks. Szczygieł (1968-1969) - ks. Leon Czerwiński (1969-1971) - ks. Jan Lipiec (1971-1973) - ks. Stanisław Lachtara (1973-1975) | - ks. Józef Śmigiel (1975-1977) - ks. Stanisław Iwanczenko (od ok. 1978) - ks. Adam Migdalski (?-1990) - ks. Marek Siwecki (1997-1999) - ks. Sławomir Brzeski (1999-2000) - ks. Marek Adam Wilk (2000-2004) - ks. Hubert Andrzejewski (2004-2006) - ks. Paweł Paterek (2006-2007) - ks. Robert Capała (2007-2011) - ks. Grzegorz Gawęda (od lipca 2011 do 30 czerwca 2015) - ks. Bronisław Jaworski (od 1 lipca 2015) |

## Obiekty sakralne
Głównym obiektem sakralnym parafii jest kościół pod wezwaniem św. Mikołaja, pochodzący z końca XIX wieku. W kościele zostało zachowane zabytkowe wyposażenie: ołtarze, ławki, konfesjonały i organy.
Kolejnym obiektem sakralnym jest zabytkowy cmentarz grzebalny, który zawiera wiele zabytkowych nagrobków. Na cmentarzu tym są pochowani również żołnierze oraz kilku księży pracujących niegdyś w Baćkowicach. W latach 2007–2009 na cmentarzu została wybudowana kaplica.
Oprócz wyżej wymienionych na terenie parafii istnieje wiele różnych kapliczek i krzyży przydrożnych.